# عبد الرحمن السعدي التنبكتي
عَبْدُ الرَّحمَن بن عَبدِ اللهِ بن عِمْرَان السَّعدِيُّ التُّنْبُكْتِيُّ هو إمام جامع سنكوري (يعرف حاليًّا بـجامع تمبكتو الكبير)وكاتب كتاب (تاريخ السودان) الذي يُعَد المرجع الوحيد لتاريخ سلطنة صنغاي.

## حياته
ولِدَ في عيد الفطر في عام 1004 من الهجرة في تمبكتو التي ينسب إليها في الأراضي الحالية لدولة مالي. وتولَّى إمامة جامع سنكوري في السادسة والثلاثين وكتب كتابه الشهير تاريخ السودان.
عمل معظم حياته لصالح إدارة شعب الأرما المغربي، بدايةً في إدارة مدينة جني في مالي حالياً وفي منطقة ماسينا في دلتا النيجر الداخلية. في عام 1646من الميلاد أصبح رئيس وزراء الأرما في مدينة تمبكتو.

## وفاته
لم يُعرَف تاريخ وفاته على وجه الدقة، لكن ذُكِرَ أنه كان حيًّا في العام 1065 من الهجرة في تمبكتو.